# Detector de fumaça

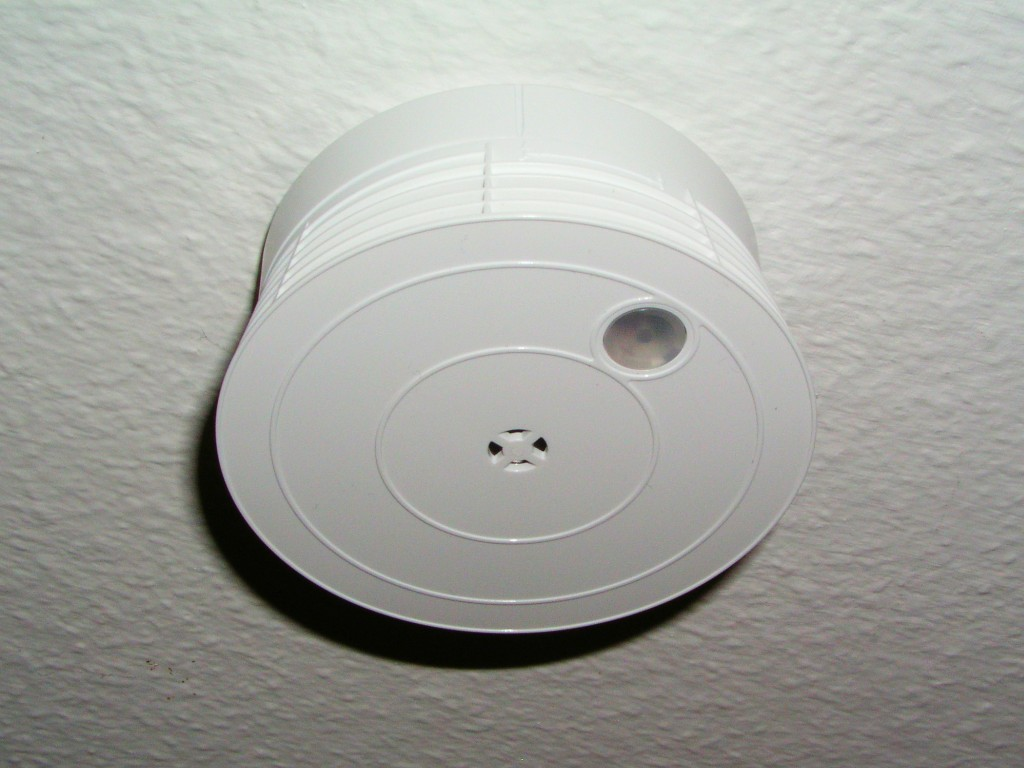
Detetor de fumo ótico

Os detectores de fumaça (português brasileiro) ou detetores de fumo (português europeu) são aparelhos encarregados de fazer a vigilância permanente de um local. Constituem a parte sensível da instalação de detecção automática de incêndio.
São constituídos por células foto-elétricas que emitem uma corrente variável segundo o fluxo luminoso que recebem. A fumaça que precede e acompanha um incêndio faz variar o fluxo luminoso.
Duas montagens são possíveis:
1. A célula é iluminada diretamente e de forma permanente por uma fonte luminosa. Quando não há qualquer fumaça na atmosfera a célula emite corrente máxima. A presença da fumaça reduz o fluxo luminoso provocando a queda na corrente e acionamento do alarme.
2. A célula, ao contrário, é montada de forma a não receber diretamente o fluxo da fonte luminosa. Em caso de atmosfera clara ela não emite qualquer corrente. Se a fumaça atravessa o fluxo luminoso, suas partículas são iluminadas. A iluminação assim criada e difundida impressiona a célula foto-elétrica e aciona o alarme.

Os detectores de célula foto-elétrica não são convenientes, evidentemente, para atmosferas que contenham pós em suspensão ou emissão de vapores. São reservados a risco de fogo incubado ou de evolução lenta, mas que emitem suficiente quantidade de fumaça, por exemplo: depósito de materiais têxteis ou de papéis, etc.

## Instalação e regulamentação
Nos Estados Unidos, legislações no que tange o número e colocação de detectores de fumaça baseiam-se em padrões estabelecidos no NFPA 72 (Código Nacional de Sinalização e Alarme de Incêndio). Leis regulamentando instalação de detectores de fumaça variam conforme a localidade. Contudo, há uma certa unanimidade quanto as legislações e diretrizes nas nações desenvolvidas. Na Austrália e Canada, por exemplo, cada construção deve ser possuir um detector de fumaça em cada andar. Nos Estados Unidos, o NFPA citada no parágrafo anterior, exige detector de fumaça em toda e qualquer área habitada e nas proximidades de todos os dormitórios. Áreas habitadas incluem o sótão, que possuam altura suficiente para passagem.
Em construções novas, os requisitos mínimos são tipicamente mais rígidos. Todos detectores de incêndio deve estar ligados diretamente à rede elétrica, bem como estarem inter-conectados e possuirem bateria auxiliar. Além disso, exige-se instalação de detectores de fumaça fora ou dentro de cada dormitório, dependendo da legislação local. Detectores de fumaça instalados fora, detectarão o incêndio mais rapidamente levando em conta que o fogo não tenha partido do quarto, mas o ruído da sirene será reduzido e pode não acordar pessoas que estejam dormindo no habitáculo. Algumas localidades, também exigem instalação de detectores de fumaça em escadas, corredores principais e garagens.
No Brasil, infelizmente não há legislação nacional que exija a instalação de detectores de fumaça em ambientes comerciais e residenciais; a sua instalação, contudo, haja vista o baixo custo, é altamente recomendável, e pode ajudar a salvar muitas vidas. 